# Welcome to Samhain
Welcome to Samhain ist das fünfte Album der deutschen Pagan-Metal-Band Morrigan. Es wurde 2006 von Undercover Records veröffentlicht.

## Entstehung
Aufgenommen und abgemischt wurde das Album im Dezember 2005 und Januar 2006 in den Halls of Manannan durch die Band selbst und gemastert im Rape of Harmonies von Angel of Doom. Belive [sic!] in Eternity wurde 1993 von der Band Mayhemic Truth, in der Beliar und Balor vor der Gründung von Morrigan spielten, und blieb bis zum Erscheinen von Welcome to Samhain unveröffentlicht.

## Titelliste
1. We Are Possessed – 1:50
2. The Eye of Despair – 4:31
3. Welcome to Samhain – 5:12
4. Bastard and Bitch – 3:21
5. Cranking Battleharps – 3:40
6. Life, Death and the Here After – 7:37
7. Belive in Eternity (Mayhemic-Truth-Cover) – 5:42
8. Armour of Honour – 4:09
9. Roaring Warlike and Victious – 5:39
10. Poch Mo Hoine – 3:59

## Gestaltung
Das dunkel gehaltene Cover zeigt eine flache Landschaft mit einem Dolmen und einigen wenigen Steinen, im Hintergrund starrende Augen. Im Beiheft finden sich eine Abbildung der Musiker auf einem keltischen Friedhof und eine Grußliste, auf der unter anderem rechtsextreme Bands wie Totenburg und Absurd sowie ihnen zugehörige Labels wie Nebelfee Klangwerke und W.T.C. Productions gegrüßt werden.

## Musikstil
Während die Musik der Band mit jeder Veröffentlichung zunehmend epischer und weniger black-metal-lastig wurde, wurde Welcome to Samhain auf dem Promotionszettel als stärker zu ihren Wurzeln tendierendes Album bezeichnet. Die Atmosphäre entsteht durch „dichte und einfallsreiche Arrangements“ und wird durch den erzeugten Hall „begünstigt“, auch der Bass „begünstigt noch die dunkle Stimmung, welche die Musik hintergründig umgarnt“.
Das Album beginnt mit We Are Possessed, „einem knapp zweiminütigen Einklang, bestehend aus einer Collage von Röcheln, Stöhnen, Ächzen und sonstigem infernalischen Stimmgewirr. Durchaus stimmungsvoll, aber vielleicht ein wenig lang geraten.“ Das erste richtige Lied, The Eye of Despair, beginnt mit schallendem Gelächter, gefolgt von schnellem Schlagzeugspiel und Black-/Thrash-Metal-Riffing ähnlich dem früher Mayhemic-Truth-Titel. Das Lied wird nach etwa zwei Minuten von einer atmosphärischen Passage unterbrochen, „ohne das Stück jedoch an Härte verlieren zu lassen“, und geht nach dieser wieder in den vorigen Stil über. Das Titellied ist „wesentlich epischer angelegt“, mit von Krächzgesang unterlegten Chorälen und dominantem, hallendem Schlagzeug. Bastard and Bitch ist wieder schneller und thrash-lastig, das Interludium Cranking Battleharps „klingt ähnlich wie der Einklang, es wird gehustet, geröchelt, gelacht, geächzt und gestöhnt und im Hintergrund tönt ein großer Gong oder eine Glocke.“ Bei Life, Death and the Here After wechseln sich Choräle und Krächzgesang ab, es kommt auch klarer, emotionaler Gesang vor. Dem folgen das Mayhemic-Truth-Cover Belive [sic!] in Eternity, „welches Epik und Härte kombiniert und schön direkt aus den Boxen tönt“, und Armour of Honour, das bis auf ein paar ruhige und melancholische Passagen schnell und aggressiv gespielt ist. Roaring Warlike and Victious ist wieder epischer, das abschließende Poch Mo Hoine wieder aggressiver.

## Kritiken
Hendrik Brinkmann von Metal1.info zufolge zeigt Welcome to Samhain „die alten Stärken ihrer Vorgängerband“, die „mit den neueren Elementen effizient kombiniert“ würden. Die Härte und die simplen, aber direkten Liedstrukturen von Mayhemic Truth, das „dreckige“ Thrash-Riffing, das „scheppernde“ Schlagzeug seien „in einer so perfekten Symbiose“ mit den „breite[n] Gitarrenwänden“, der Hymnik, den „heldenhaften Choräle[n]“ und dem epischen Aufbau verbunden, „dass es ein wahres Freudenfest ist. Dazu eine Produktion, wie sie passender einfach nicht sein könnte.“ Zu bemängeln habe er nur das „überlange Zwischenstück“ Cranking Battleharps, „welches man enorm hätte kürzen, oder ganz weglassen sollen und das somit zu einem Lückenfüller wird.“ Als störend bezeichnete es auch Chaossphere vom Diabolical Conquest Webzine, allerdings sehen beide das darauf folgende Life, Death and the Here After als entschädigend an. Das Interludium und das Intro wurden von Keith von The Metal Observer als zu ignorieren bezeichnet, das Album hingegen als „eine würdige Beigabe zu der Sammlung eines jeden Pagan-/Black-Fans“, er könne sich aber nicht vorstellen, „dass es am Ende des Jahres in allzu vielen Top-Ten-Listen landen wird oder ansonsten große Wellen schlagen wird.“
Vynter Vombat von Metalglory bezeichnet das Album als „eine schwer zu fassende Scheibe“. Das Album wirke „wie aus einem Guss“ und sei gesanglich „wie gewohnt äußerst gelungen, da sowohl die Chöre durch ihre Elegie als auch das Kreischen durch seine Archaik und durch seine ungezügelte Tobsucht auf ganzer Linie beeindrucken können“. Es sei „[l]etztlich […] eine große Scheibe“, ihr fehle aber „der letzte Funke an tragischer, epischer Atmosphäre“. Dennoch gefalle es sicherlich allen Freunden der Band. Auf die häufigen Vergleiche mit Bathory verzichte er, die Band habe „es wohl eher verdient, als eigenständige Band genannt zu werden anstatt sie dauernd mit Bathory zu vergleichen“. Während der Hall seiner Meinung nach die Atmosphäre „begünstigt“, ist der Klang laut Michael Meyer von Bloodchamber.de „nicht gerade der Bringer, was sich vor allem in den schwarzen Phasen der Platte zeigt. Undynamisch, drucklos und verwaschen, ein echtes Ärgernis, das einem den Genuß des Albums manchmal doch etwas versaut.“ Seiner Meinung nach wäre das Album mit einem besseren Klang wie der Vorgänger Headcult „ein absolutes Hammerwerk geworden“. Im Nachhinein distanzierte sich die Redaktion von Bloodchamber.de „[a]ufgrund der nicht immer ganz klaren Verhältnisse zum Zeitpunkt der Veröffentlichung dieses Textes oder durch erst später bekanntgewordene Äußerungen, Handlungen und Beziehungen der betreffenden Musiker […] ausdrücklich von jeglicher nationalsozialistischer Denkweise oder Propaganda“.